# Philpottia mollis
Philpottia mollis is een keversoort uit de familie Chalcodryidae. De wetenschappelijke naam van de soort is voor het eerst geldig gepubliceerd in 1886 door Broun.